# Tonite Let's All Make Love in London
Tonite Lets All Make Love in London è un documentario del 1967 prodotto e diretto da Peter Whitehead. Gli assistenti registi erano John Esam e Anthony Stern.
Il documentario è ambientato nella swinging London della fine anni sessanta.
Tra i personaggi e i gruppi presenti nel video si possono citare:
- Small Faces
- Allen Ginsberg
- Mick Jagger
- Pink Floyd
- Michael Caine
- David Hockney e Julie Christie
- Alan Aldridge
- Eric Burdon
- Donyale Luna
- Lee Marvin
- Edna O'Brien
- Andrew Loog Oldham
- Vanessa Redgrave
- John Lennon e Yōko Ono

## Colonna sonora
La colonna sonora del film è stata pubblicata per la prima volta in un LP nel luglio 1968, dal titolo Tonite Lets All Make Love in London.

## Capitoli del film
1. Loss of the British Empire
2. Dolly Girls
3. Protest
4. It's all Popo Music
5. Movie Stars
6. Painting Pop
7. As Scene from U.S.A.